# Funkamateur
Funkamateur – niemiecki miesięcznik o tematyce radiotechnicznej i elektronicznej, adresowany głównie do elektroników – amatorów, w szczególności krótkofalowców. Pismo, założone za czasów NRD – w 1952 r., początkowo było wydawane przez wydawnictwo Militärverlag der DDR pod tytułem Gesellschaft für Sport und Technik (GST). W latach 80. XX w. tematykę poszerzono m.in. o mikrokomputery.
Funkamateur od czasów PRL-u jest do nabycia także w punktach sprzedaży prasy zagranicznej w Polsce.
Obecnie jest trzecim na świecie czasopismem o tej tematyce pod względem nakładu (43 000 egz.) – po QST z USA oraz japońskim CQ ham radio.